# Ivan Samoïlovytch
Ivan Samoïlovytch (en ukrainien : Іван Самойлович, en russe : Иван Самойлович), né vers 1630 et mort en 1690, est un hetman des cosaques d'Ukraine, militaire de la nation ukrainienne.

## Postérité et iconographie

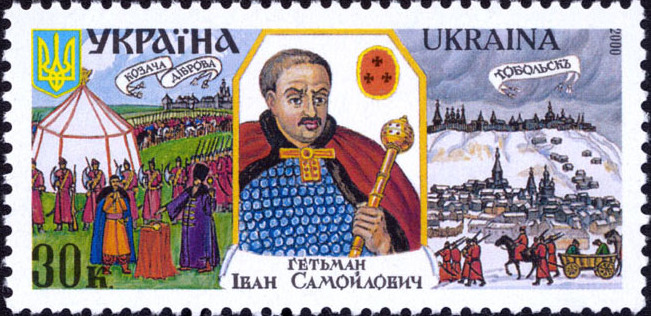
Sur un timbre ukrainien de 2000.
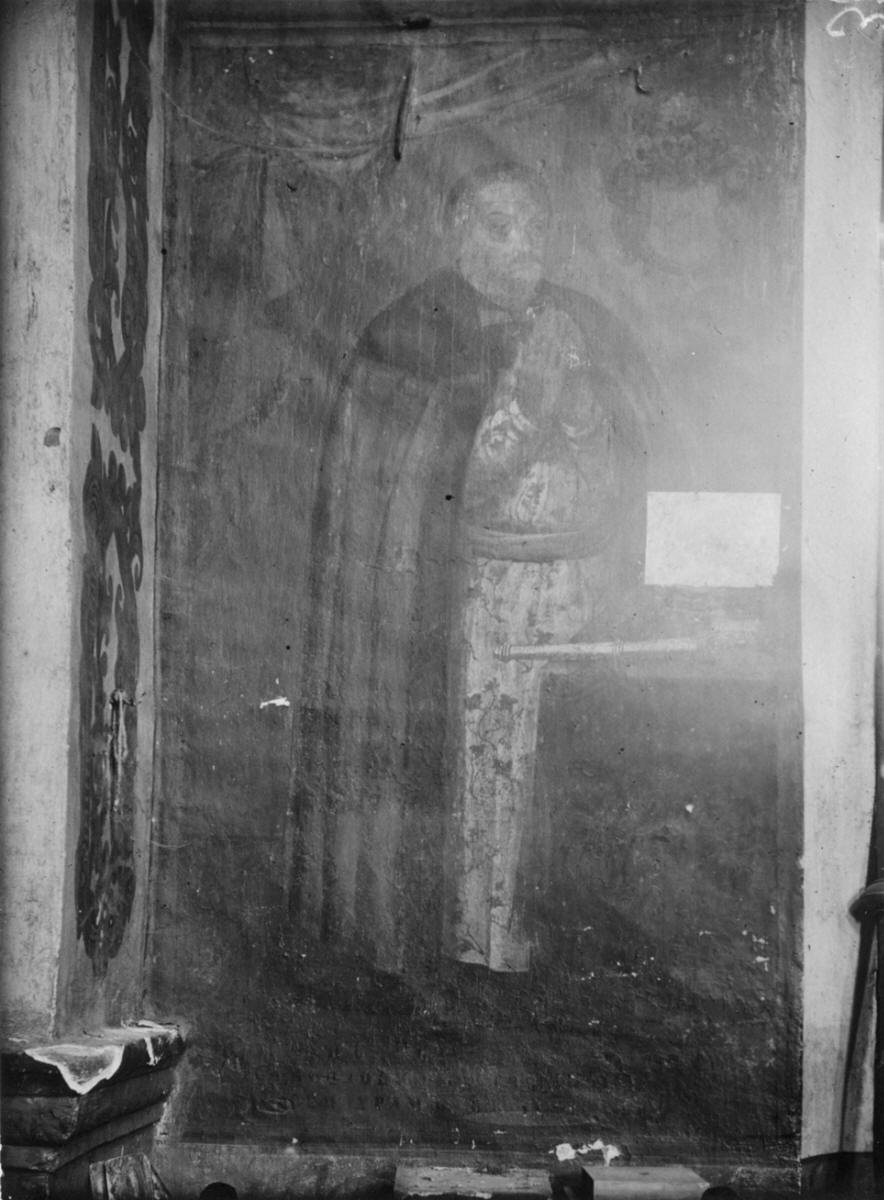
En prière au Monastère de la Sainte-Trinité de Goustynia.